# Ocrepeira maraca
Ocrepeira maraca là một loài nhện trong họ Araneidae.
Loài này thuộc chi Ocrepeira. Ocrepeira maraca được Herbert Walter Levi miêu tả năm 1993.